# NO$GBA
NO$GBA, pronunciato "no cash GBA", è un emulatore delle console portatili Game Boy Advance e Nintendo DS disponibile per Windows e MS-DOS.
È l'emulatore del Game Boy Advance più efficiente in assoluto, in quanto in grado di far girare la maggior parte dei videogiochi a velocità reale su di un computer con un processore Intel Pentium o superiore; è anche l'unico emulatore del Game Boy Advance e del Nintendo DS disponibile per MS-DOS.
A differenza di altri emulatori, NO$GBA mostra accuratamente i colori così come dovrebbero apparire su veri schermi LCD, ed è anche l'unico ad includere il supporto multigiocatore.

## Limiti
A NO$GBA manca il supporto riguardo ad alcuni classici del GBA come la serie classica del NES. Tuttavia l'emulatore ne fa girare la maggior parte e lo sviluppatore costantemente prova a rintracciare le fonti per il software e l'hardware che ancora non è supportato.
In più l'emulatore non supporta a pieno il rendimento 3D quando si emula il DS e può contenere alcuni errori grafici o di trasparenza in alcune parti nei giochi emulati. Inoltre non supporta il ridimensionamento della finestra quando si emulano le ROM del DS ed è impegnativo per la CPU del PC su cui gira e quindi necessita di un computer abbastanza recente. Dalla versione 2.4b è iniziato un supporto base che implementerebbe il WiFi.
A partire dalla versione 2.6, distribuita a metà dicembre 2007, sono stati fatti passi in avanti giganteschi per quanto riguarda il rendering 3D, aumentando quasi di 2 volte la velocità di esecuzione paragonandola al motore openGL.
La 2.6a continua su questa strada permettendo anche al software di salvare i dati nel formato esatto automaticamente, cosa che bisognava fare manualmente nelle precedenti versioni.
Dalla versione 2.7, oltre a numerosi miglioramenti per le console Nintendo, viene emulata anche la PocketStation. A partire dalla versione 2.8, l'emulatore supporta quasi completamente l'emulazione della console Nintendo DSi, anche se per il momento la maggior parte dei giochi che sfruttano le sue caratteristiche avanzate risentono ancora di problemi gravi nell'emulazione.

## Debugger
NO$GBA Debugger è uno strumento di sviluppo per testare ROM per Game Boy Advance e Nintendo DS. Il Debugger è pensato per gli sviluppatori ed è stato definito "completamente inutile per i giocatori" da Martin Korth. Con l'uscita della versione 2.7c di NO$GBA il 28 luglio 2014, lo strumento è diventato gratuito come la versione normale, mentre in precedenza esso era disponibile con licenza shareware.